# Electrophaes costimaculata
Electrophaes costimaculata là một loài bướm đêm trong họ Geometridae.